# SpaceX DM-1

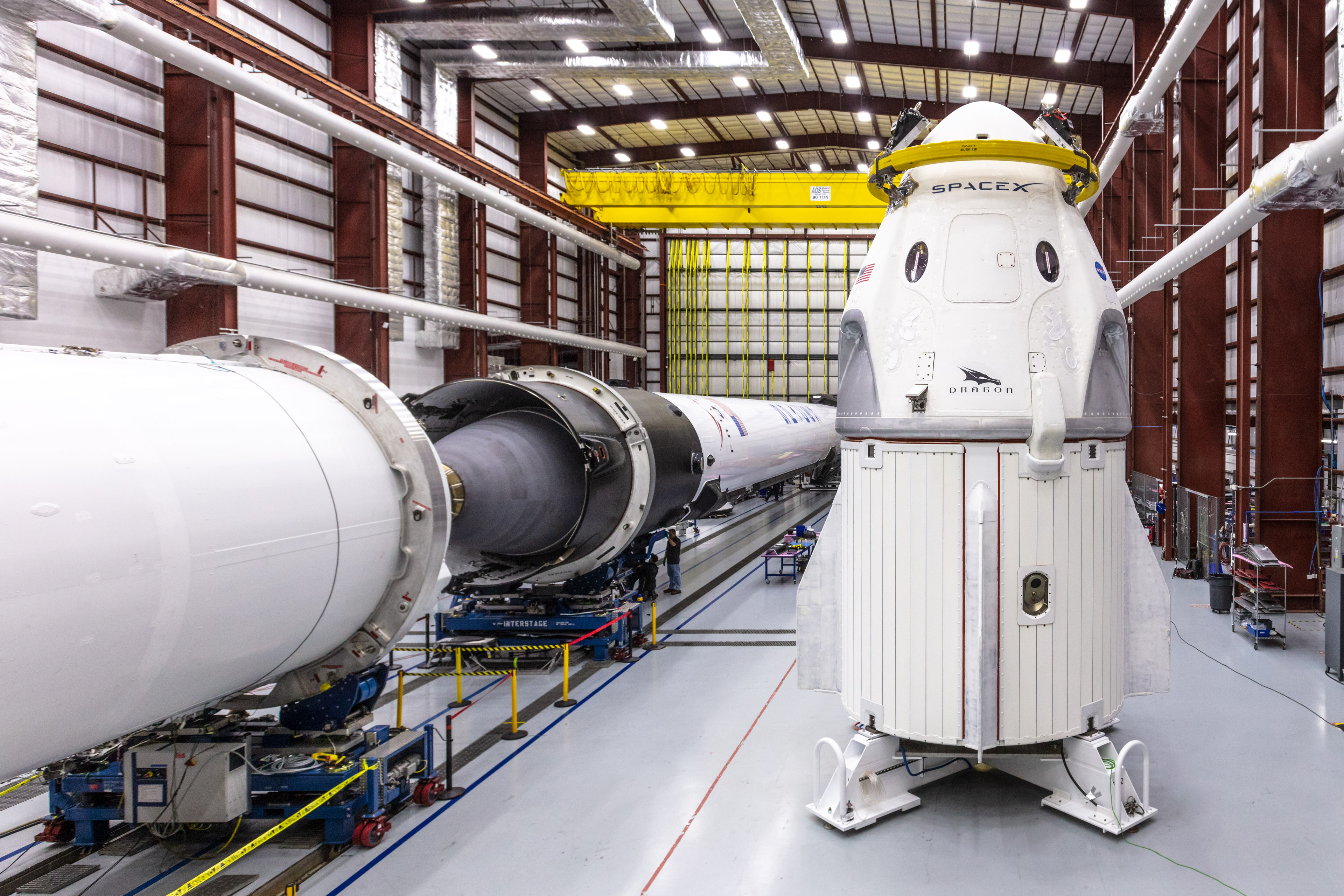
Statek Dragon podczas przygotowań do misji DM-1 (18 grudnia 2018)

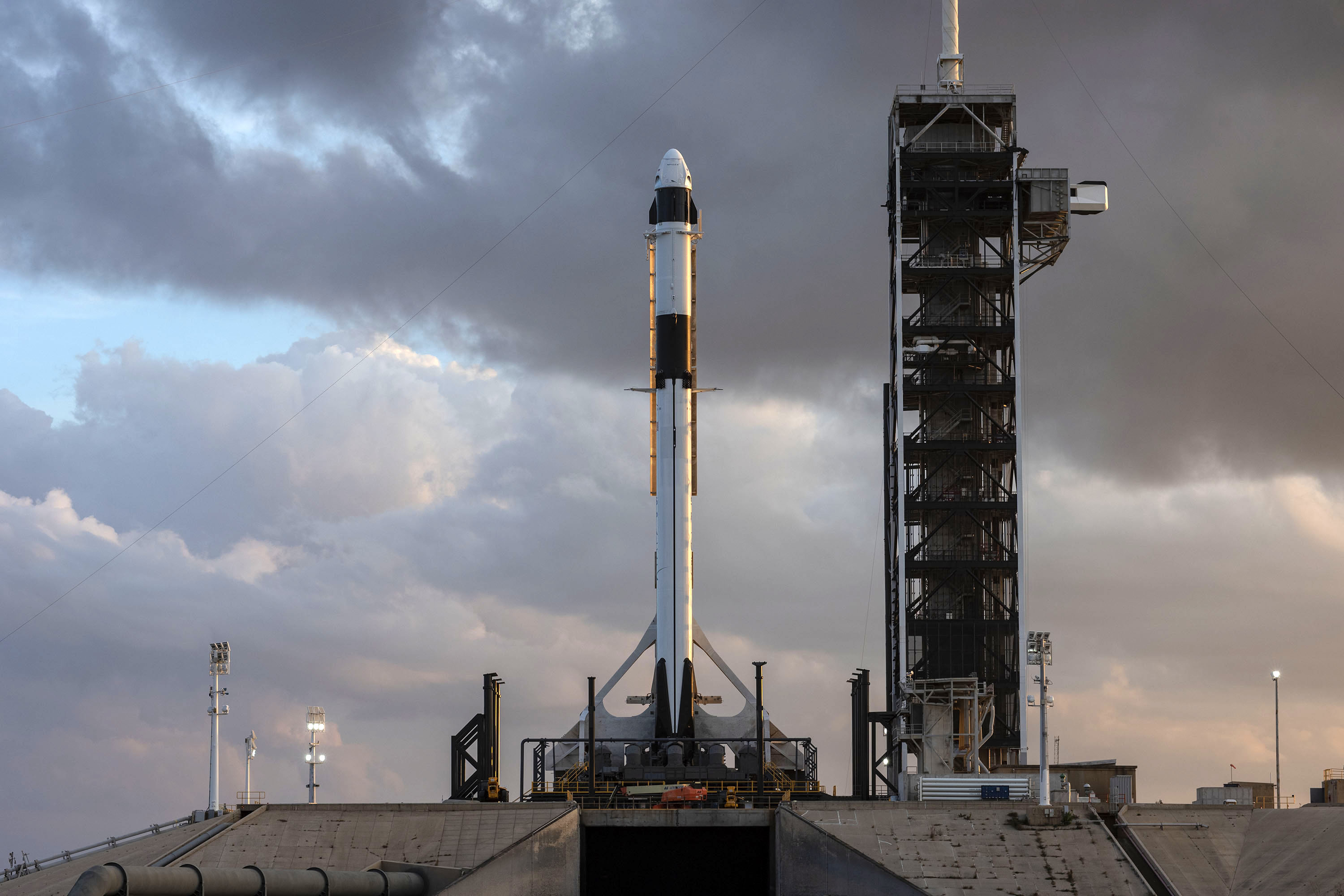
Rakieta Falcon 9 ze statkiem Dragon podczas przygotowań do misji DM-1 (3 stycznia 2019)

SpaceX DM-1 (SpaceX Demonstration Mission 1) – pierwsza testowa misja orbitalna statku Dragon V2 (obecna nazwa to Crew Dragon) firmy SpaceX. Była to misja bezzałogowa (z manekinem „Ripley”), poprzedzająca załogowy test DM-2, przeprowadzona w ramach programu NASA Commercial Crew Program. Start odbył się 2 marca 2019 r.

## Przebieg misji
Start nastąpił za pomocą rakiety nośnej Falcon 9. Statek zbliżył się do stacji orbitalnej ISS i automatycznie do niej zacumował 3 marca 2019 po 27-godzinnym locie. Wspólny lot trwał do 8 marca, po czym nastąpiło odłączenie od stacji i wodowanie. Kapsuła powrotna została podjęta w celu analizy zgromadzonych danych, przede wszystkim pod kątem działania systemu podtrzymywania życia załogi.